# LP 944-20
LP 944-20は、ろ座にある褐色矮星。太陽系からおよそ20.9光年の位置に存在する。はじめてフレア現象が観測された褐色矮星である。

## 概要
1975年にWillem Jacobがこの星を発見した当時は小さく暗い赤色矮星と考えられていた。1998年になってChris G. TinneyはLP 944-20の大気中にリチウムが存在することを発見した。恒星であれば核融合反応によりリチウムは速やかに失われるので、太陽の約6%という質量から考えてこの天体は褐色矮星であると判断された。リチウムが見られる事を除くと、この星のスペクトルはM9V型の恒星とよく一致している。
LP 944-20は褐色矮星としては光度が大きいことから比較的若い天体であると推測される。モデルからは4.75-6.5億年と計算されたが、空間運動からカストル運動星群に属しているとも考えられ、その場合はさらに若い3.2億年である。
LP 944-20までの距離は1996年に測定された年周視差（201.4±4.2ミリ秒角）に基づく4.96パーセク（16.2光年）という値が使われていた。2014年に新しく測定された年周視差は155.89±1.03ミリ秒角で、これに基づくと距離は6.41パーセク（20.9光年）になる。その後、2016年の別の研究チームによる測定や、ガイア計画のデータリリース2でも、この小さい年周視差を裏付ける結果が得られた。

## フレア
誕生間もない褐色矮星は、重水素核融合を起こして輝く。しかし、重水素はわずかしか存在しないので、すぐに核融合反応は停止する。その後は核融合反応の余熱と重力収縮によって、わずかに赤外線を放射し冷えていく一方である。このように、褐色矮星は概して不活発であると考えられていた。
1999年12月5日、NASAのチャンドラX線観測衛星はLP 944-20からのX線フレア現象を1～2時間にわたって捉え、多くの天文学者を驚かせた（「吼えるネズミ」と表現された）。このフレア現象のエネルギーは、太陽の小規模フレアに匹敵するもので、木星で観測されたX線フレア現象と比較すると10億倍もの規模であった。
当初、フレアは持続的なものであり、エネルギー源は磁場のねじれと考えられたが、2001年にLP 944-20のフレア現象には休止期があることが発見され、磁場も赤色矮星と比較して弱いことがわかった。これを説明するものとして、星内部の乱流によって磁場が集積し、稀に激しいフレアを起こすと考えられた。